# العلاقات النمساوية الدومينيكانية
العلاقات النمساوية الدومينيكانية هي العلاقات الثنائية التي تجمع بين النمسا وجمهورية الدومينيكان.

## مقارنة بين البلدين
هذه مقارنة عامة ومرجعية للدولتين:
| وجه المقارنة                                              | النمسا                                                    | جمهورية الدومينيكان |
| --------------------------------------------------------- | --------------------------------------------------------- | ------------------- |
| المساحة (كم2)                                             | 83.86 ألف                                                 | 48.67 ألف           |
| عدد السكان (نسمة)                                         | 8.81 مليون                                                | 10.40 مليون         |
| الكثافة السكانية (ن./كم²)                                 | 105.06                                                    | 213.68              |
| العاصمة                                                   | فيينا                                                     | سانتو دومينغو       |
| اللغة الرسمية                                             | اللغة الألمانية، لغة الإشارة النمساوية ‏                   | اللغة الإسبانية     |
| العملة                                                    | يورو، شلن نمساوي، رايخ مارك، شلن نمساوي                   | بيزو دومنيكاني      |
| الناتج المحلي الإجمالي (بليون دولار)                      | 416.60 مليار                                              | 75.93 مليار         |
| الناتج المحلي الإجمالي (تعادل القوة الشرائية) بليون دولار | 426.99 مليار                                              | 149.89 مليار        |
| الناتج المحلي الإجمالي الاسمي للفرد دولار أمريكي          | 43.77 ألف                                                 | 6.47 ألف            |
| الناتج المحلي الإجمالي للفرد دولار أمريكي                 | 47.68 ألف                                                 | 13.26 ألف           |
| مؤشر التنمية البشرية                                      | 0.885                                                     | 0.715               |
| رمز المكالمات الدولي                                      | +43                                                       | +1809، +1829، +1849 |
| رمز الإنترنت                                              | .at                                                       | .do                 |
| المنطقة الزمنية                                           | توقيت وسط أوروبا، ت ع م+01:00، ت ع م+02:00، أوروبا/فيينا ‏ | 00                  |

## منظمات دولية مشتركة
يشترك البلدان في عضوية مجموعة من المنظمات الدولية، منها:
| علم المنظمة | اسم المنظمة                        | تاريخ انضمام النمسا | تاريخ انضمام جمهورية الدومينيكان |
| ----------- | ---------------------------------- | ------------------- | -------------------------------- |
|             | الاتحاد البريدي العالمي            | ?                   | ?                                |
|             | يونسكو                             | 13 أغسطس 1948       | 4 نوفمبر 1946                    |
|             | البنك الدولي للإنشاء والتعمير      | 27 أغسطس 1948       | 18 سبتمبر 1961                   |
|             | منظمة التجارة العالمية             | ?                   | ?                                |
|             | وكالة ضمان الاستثمار متعدد الأطراف | 16 ديسمبر 1997      | 7 مارس 1997                      |
|             | منظمة الشرطة الجنائية الدولية      | ?                   | ?                                |
|             | مؤسسة التمويل الدولية              | 28 سبتمبر 1956      | 31 أكتوبر 1961                   |
|             | الأمم المتحدة                      | 14 ديسمبر 1955      | 24 أكتوبر 1945                   |
|             | مؤسسة التنمية الدولية              | 28 يونيو 1961       | 16 نوفمبر 1962                   |
|             | منظمة حظر الأسلحة الكيميائية       | ?                   | ?                                |

## أعلام
هذه قائمة لبعض الشخصيات التي تربطها علاقات بالبلدين:
- راؤول سانتوس (لاعب كرة يد نمساوي، 1 يونيو 1992 – )

## وصلات خارجية
- موقع وزارة الخارجية النمساوية